# Mussaenda
- Commons
- Wikispecies

Mussaenda L. é um género botânico pertencente à família Rubiaceae.

## Sinonímia
| - Asemanthia Ridl. - Belilla Adans. - Landia Comm. ex Juss. | - Schizomussaenda H.L. Li - Spallanzania DC. |

## Espécies
- Mussaenda alicia
- Mussaenda erythrophylla
- Mussaenda frondosa
- Mussaenda incana
- Mussaenda philippica
- Lista completa

## Classificação do gênero
| Sistema | Classificação                      | Referência               |
| ------- | ---------------------------------- | ------------------------ |
| Linné   | Classe Pentandria, ordem Monogynia | Species plantarum (1753) |